# Ugo Fantozzi

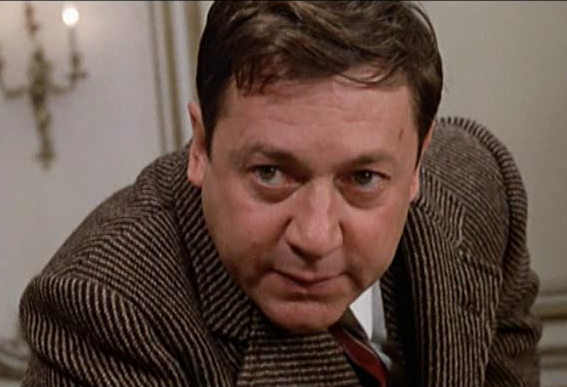
Fantozzi

Ugo Fantozzi é um contador atrapalhado, o mais famoso entre personagens do Paolo Villaggio (+2017), ator cômico italiano, escritor e diretor de teatro.

## Filmografia
- Fantozzi (1975)
- Il secondo tragico Fantozzi (1976)
- Fantozzi contro tutti (1980)
- Fantozzi subisce ancora (1983)
- Superfantozzi (1986)
- Fantozzi va in pensione (1988)
- Fantozzi alla riscossa (1990)
- Fantozzi in paradiso (1993)
- Fantozzi - Il ritorno (1996)
- Fantozzi 2000 - La clonazione (1999)